# Paratropus strigatus
Paratropus strigatus är en skalbaggsart som först beskrevs av Schmidt 1895.  Paratropus strigatus ingår i släktet Paratropus och familjen stumpbaggar. Inga underarter finns listade i Catalogue of Life.